# Pływakowate
Pływakowate (Dytiscidae) – rodzina owadów z rzędu chrząszczy należąca do grupy chrząszczy wodnych.
Przedstawiciele z tej rodziny to najlepsi pływacy wśród słodkowodnych bezkręgowców. Ich bliskimi krewniakami są biegaczowate. Najwięcej gatunków żyje w stojących słodkich wodach, a nieliczne tylko żyją w mocno natlenionych górskich strumieniach. Liczne gatunki żyją w słonawych kałużach porośniętych mangrowcami na koralowych wyspach. Ich budowa doskonale przystosowana do wodnego trybu życia wyraźnie odbiega od budowy innych chrząszczy. Wydłużone ciało owalnego kształtu jest grzbieto-brzusznie spłaszczone. Dzięki natłuszczaniu go przez liczne gruczoły oleistą wydzieliną znakomicie odpycha wodę. Tylne szerokie, spłaszczone i pokryte w końcowych członach gęstymi, długimi włoskami odnóża pełnią rolę wioseł służących do poruszania się. Oddychają pod wodą dzięki powietrzu atmosferycznemu zgromadzonemu w postaci pęcherzyka, który przechowują pod pokrywami blisko otworu oddechowego. Co jakiś czas muszą podpływać do powierzchni i odnawiać zapas tlenu. Rozmiary przedstawicieli rodziny wahają się od 2 mm do ponad 40 mm długości.
Zarówno owady dorosłe jak i larwy są drapieżnikami. Ich ofiarami padają drobne zwierzęta wodne. Największe mogą atakować kijanki, małe rybki i płazy. Larwy czekają nieruchomo aż potencjalna zdobycz podejdzie dostatecznie blisko, by wtedy chwycić ją i przebić spiczastymi kleszczami żuwaczek. Przez kanaliki w żuwaczkach wpływa do ciała uchwyconej ofiary z jelita larwy żółtobrązowa ciecz z enzymami, która szybko ją paraliżuje i zabija, a następnie rozpuszcza wewnętrzne organy w płynną masę. Tak przygotowana wstępnie przetrawiona papka jest wsysana z powrotem przez kanaliki w żuwaczkach.
Często spotykany gatunek w Polsce to pływak żółtobrzeżek (Dytiscus marginalis).

## Systematyka pływakowatych
- Rodzina Dytiscidae
  - Podrodzina Copelatinae
    - Plemię Copelatini
      - Rodzaj Copelatus

  - Podrodzina Hydroporinae
    - Plemię Hydrovatini
      - Rodzaj Hydrovatus

    - Plemię Bidessini
      - Rodzaj Bidessus
      - Rodzaj Hydroglyphus

    - Plemię Hyphydrini
      - Rodzaj Hyphydrus

    - Plemię Laccornini
      - Rodzaj Laccornis

    - Plemię Hydroporini
      - Rodzaj Hygrotus
        - Podrodzaj Coelambus
        - Podrodzaj Hygrotus s.

      - Rodzaj Hydroporus
      - Rodzaj Porhydrus
      - Rodzaj Graptodytes
      - Rodzaj Oreodytes
      - Rodzaj Suphrodytes
      - Rodzaj Deronectes
      - Rodzaj Stictotarsus
      - Rodzaj Scarodytes
      - Rodzaj Nebrioporus

  - Podrodzina Colymbetinae
    - Plemię Agabini
      - Rodzaj Agabus
        - Podrodzaj Acatodes
        - Podrodzaj Agabus s.
        - Podrodzaj Gaurodytes

      - Rodzaj Ilybius
      - Rodzaj Platambus

    - Plemię Colymbetini
      - Rodzaj Rhantus
      - Rodzaj Colymbetes

  - Podrodzina Laccophilinae
    - Plemię Laccophilini
      - Rodzaj Laccophilus

  - Podrodzina Dytiscinae
    - Plemię Hydaticini
      - Rodzaj Hydaticus

    - Plemię Thermonectini
      - Rodzaj Graphoderus
      - Rodzaj Acilius

    - Plemię Dytiscini
      - Rodzaj Dytiscus

    - Plemię Cybisterini
      - Rodzaj Cybister